# Henicopernis infuscatus
Il pecchiaiolo nero (Henicopernis infuscatus Gurney, 1882) è un rapace della famiglia degli Accipitridi endemico della Nuova Britannia.

## Descrizione
Il pecchiaiolo nero misura 48–52 cm di lunghezza e ha un'apertura alare di 110–115 cm. Presenta numerose affinità con il pecchiaiolo codalunga (Henicopernis longicauda), endemico della Nuova Guinea, dal quale si differenzia, oltre che per la colorazione del piumaggio, per le dimensioni inferiori e la coda più corta; ha inoltre testa e becco più piccoli. Di colore prevalentemente nero sul dorso e nerastro sul ventre, presenta solo un po' di bianco sul vertice e sulla nuca, delle zone crema sulla gola e color camoscio sui fianchi e sulla parte inferiore dell'addome, specialmente sui calzari e sulle copritrici del sottocoda; due bande grigio-brune molto evidenti sono presenti sulle secondarie, e altre tre, leggermente più larghe, sulla coda. L'iride è gialla. La cera e gran parte del becco sono giallastri. Le zampe sono bianco-bluastre. I sessi sono simili.

## Distribuzione e habitat
Il pecchiaiolo nero vive solamente nelle foreste pluviali della Nuova Britannia, un'isola vasta circa 36.500 km² a est della Nuova Guinea. Presente nelle zone di pianura e collina, si spinge solo raramente al di sopra dei 1600 m.

## Biologia

### Alimentazione
La dieta del pecchiaiolo nero è probabilmente simile a quella del pecchiaiolo codalunga, ma negli stomaci degli esemplari studiati sono stati ritrovati solamente resti di lucertole e ragni.

### Riproduzione
Le notizie riguardanti le abitudini riproduttive di questa specie, che vive da sola o in coppia, sono molto scarse. Esemplari pronti ad accoppiarsi sono stati catturati nel mese di maggio.

## Conservazione
Quasi tutte le foreste di pianura e di collina della Nuova Britannia sono state abbattute per ricavare legname, e grandi aree sono state convertite in piantagioni di palma da olio. Tuttavia, parte dell'habitat della specie è situata su pendii scoscesi e su foreste montane, poco adatte allo sfruttamento del legname. Il pecchiaiolo nero è stato osservato solo 30 volte nel corso degli ultimi decenni, ma è probabile che sia più numeroso di quanti si pensi.